# Червоная Поляна (Барвенковский район)
Червоная Поляна (укр. Червона Поляна), село,
Ивановский сельский совет,
Барвенковский район,
Харьковская область, Украина.
Код КОАТУУ — 6320483506. Население по переписи 2001 г. составляет 498 (249/249 м/ж) человек.

## Географическое положение
Село Червоная Поляна находится в балке по которой протекает пересыхающий ручей, на котором сооружено несколько запруд. Через 14 км ручей впадает в реку Берека, в том месте, где её русло используется под канал Днепр - Донбасс.
В 1-м км на запад находится село Ставковая Балка.
Часть села раньше называлась село Молочное.

## Экономика
- «Рубас», частное арендное сельскохозяйственное предприятие.

- Сайт Верховной рады Украины